# Гілязетдінов Тазетдін Багаутдінович
Тазетдін (Тазі) Багаутдінович Гілязетдінов (башк. Тажетдин Баһауетдин улы Ғиләжетдинов; 2 травня 1924, с. Большебадраково, Башкирська АРСР — 14 серпня 2012, Уфа) — командир вогневого взводу артилерійської батареї 665-го стрілецького полку 216-ї стрілецької дивізії 51-ї армії 4-го Українського фронту, лейтенант. Герой Радянського Союзу. Останній із проживавших Героїв Радянського Союзу в Башкортостані

## Біографія
Народився 2 травня 1924 року в селі Большебадраково Бірського кантону Башкирської АРСР (нині Бураєвського району Республіки Башкортостан) у селянській родині. Згідно з документами про нагородження за національністю башкир.
Закінчив 7 класів. Працював у колгоспі, а потім з вересня 1941 по лютий 1942 року — вчителем у школі села Бадраково Бураєвського району.
В Червону армію призваний 23 лютого 1942 року Бураєвським райвійськкоматом Башкирської АРСР. У грудні того ж року закінчив Гур'євське військове піхотне училище.
У діючій армії з жовтня 1943 року. Особливо відзначився у боях за звільнення Криму від німецько-фашистських загарбників.
Вогневий взвод артилерійської батареї 665-го стрілецького полку (216-я стрілецька дивізія, 51-я армія, 4-й Український фронт) під командуванням лейтенанта Гілязетдинова Т. Б. з 7-го по 9 квітня 1944 року в боях за село Тархан (нині село Вишнівки Красноперекопського району Кримської області України) вогнем прямою наводкою придушив 3 дзоти, 2 батареї важких мінометів і 3 протитанкові гармати противника.
9 травня 1944 року в боях за місто Севастополь вогневий взвод Т.Б. Гілязетдінова знищив 2 танки і 2 штурмових гармати. Залишившись в живих один і будучи пораненим, лейтенант Гілязетдінов Т. Б. підбив ще один ворожий танк. Член ВКП(б)/КПРС з 1944 року.
З листопада 1945 року капітан Гілязетдінов Т.Б. — у відставці. У 1960 році закінчив Башкирський державний університет імені 40-річчя Жовтня. Працював у Бураєвському районі вчителем Бадраковської школи, завідувачем районного відділу народної освіти, другим секретарем райкому КПРС, директором Бадраковської середньої школи.
Заслужений ветеран, майор у відставці (2000 рік) — Гілязетдінов Т.Б. жив у рідному селі Большебадраково Бураєвського району Башкортостану. Потім переїхав у столицю Республіки — місто Уфу.
Помер 14 серпня 2012 року в Уфі. Це був останній Герой Радянського Союзу Башкортостану.

## Нагороди
- Указом Президії Верховної Ради СРСР від 24 березня 1945 року за зразкове виконання бойових завдань командування і проявлені мужність і героїзм у боях з німецько-фашистськими загарбниками лейтенанту Гілязетдінову Тазі Багаутдіновичу присвоєно звання Героя Радянського Союзу з врученням ордена Леніна і медалі «Золота Зірка» (№ 6657).
- Орден Леніна.
- Орден Вітчизняної війни 1-го ступеня (06.04.1985)[5].
- Орден Червоної Зірки (11.05.1944).
- Медалі.

## Пам'ять
- У рідному селі Большебадраково Гілязетдінову встановлено пам'ятну дошку